# 中山信彬

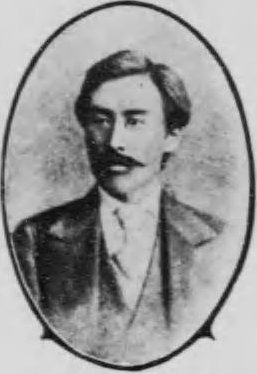
中山信彬

中山 信彬（なかやま のぶよし / のぶあき、1842年11月17日（天保13年10月15日） - 1884年（明治17年）2月17日）は、幕末の佐賀藩士、明治期の官僚・実業家。官選兵庫県知事。

## 経歴
王政復古後、堺県大参事に就任。明治3年閏10月8日（1870年11月30日）、兵庫県知事に転任。明治4年10月23日（1871年12月5日）に知事を退任。翌月、岩倉使節団・岩倉具視大使随行として日本を出発し、アメリカ合衆国、ヨーロッパを歴訪。
帰国後、外務省五等出仕となる。以後、外務権大丞、兼二等法制官を務めた。退官後、1878年7月19日、大阪株式取引所頭取に就任した。明治17年2月17日卒去。
墓所は青山霊園管理事務所横にあったが、2000年に東京都より無縁墳墓の官報が告示されたが、親族の連絡が付かず2005年無縁撤去され、小平霊園の無縁塔に合葬された。その跡地には墓じまい専用の合葬墓である立体埋蔵施設が築かれた。